# Uruguay en los Juegos Paralímpicos de Atenas 2004
Uruguay estuvo representado en los Juegos Paralímpicos de Atenas 2004 por tres deportistas masculinos. El equipo paralímpico uruguayo no obtuvo ninguna medalla en estos Juegos.